# Colonel Redl
Coronel Redl (en húngaro: Redl ezredes) es una película dramática biográfica de 1985 del director húngaro István Szabó. La trama, ambientada en el período anterior a la Primera Guerra Mundial, sigue el ascenso de Alfred Redl, un oficial del Imperio Austrohúngaro . Redl, que proviene de un origen humilde, ingresa a la escuela militar cuando era niño y tiene una ilustre carrera militar impulsada por su lealtad a la corona. Es nombrado jefe de una unidad de recopilación de inteligencia, pero su atracción por los hombres finalmente provoca su caída.
El guion, vagamente inspirado en la obra de teatro A Patriot for Me del dramaturgo británico John Osborne, traza el aumento de las tensiones interétnicas en Austria-Hungría, que provocarían el asesinato de Sarajevo y la eventual desintegración del imperio.
La película está protagonizada por Klaus Maria Brandauer, Jan Niklas y Gudrun Landgrebe. Fue nominada a un Premio de la Academia a la Mejor Película Extranjera y ganó el Premio del Jurado en el Festival de Cine de Cannes en 1985.

## Argumento
Alfred Redl, un niño ruteno de Galitzia en el Imperio Austrohúngaro, gana un puesto en una prestigiosa academia militar a pesar de ser hijo de un simple campesino. A su partida, su madre le inculca una eterna gratitud hacia el emperador Francisco José. Redl nunca debe olvidar que le debe su prometedora carrera al Emperador.
En la academia militar, el joven Redl pronto destaca por su talento, empuje y lealtad a la Corona. Uno de sus maestros le obliga a informar sobre Kristof Kubinyi, un estudiante que es objeto de una broma pesada; mientras se culpa a sí mismo por incriminar a su camarada, Alfred pronto se da cuenta de que para ascender en las filas debe superar su origen campesino congraciándose con sus superiores. Alfred y Kristof se hacen buenos amigos. Kubinyi invita a Redl a pasar las vacaciones en la elegante residencia de sus padres, que llevan una vida de privilegio y nobleza en Hungría. Allí, Alfred conoce a la hermosa hermana de Kristof, Katalin, quien le da una calurosa bienvenida. Para los padres aristocráticos de Kubinyi, Redl oculta su verdadero origen humilde, fingiendo ser de ascendencia húngara y miembro de una antigua familia que perdió toda su fortuna.
Redl y Kubinyi ascienden lentamente como oficiales de carrera. Una vez que se hacen adultos, los dos amigos tienen ideales políticos diferentes. Como húngaro, Kubinyi cae lentamente preso de las aspiraciones nacionales de una Hungría libre del dominio de los Habsburgo, mientras que Redl sigue siendo ferozmente patriótico y fiel a su benefactor, el emperador de Austria. Para Redl, su relación con Kubinyi va más allá de la amistad, ya que Redl alberga un amor no correspondido por su camarada. Cuando los dos jóvenes visitan un burdel, Redl parece más interesado en ver a su amigo teniendo sexo que en practicarlo con una mujer en su propia habitación. Sin embargo, Redl suprime su atracción por Kristof y la transfiere, lo mejor que puede, a Katalin, la hermosa hermana de su amigo. De vuelta en la academia, Alfred sirve como segundo en un duelo entre Kristof y otro compañero de clase, que muere en el concurso. Esta estupidez pone en peligro las carreras tanto de Kubinyi como de Redl, pero el oficial al mando, el coronel von Roden, al notar el arduo trabajo y la lealtad de Redl al Emperador, organiza una promoción para él y una preciada comisión en Viena. En Viena, Redl puede renovar su amistad con Katalin, quien, para entonces, está infelizmente casada. Se vuelven amantes a pesar de que Katalin sabe bien que es a su hermano a quien Alfred realmente ama.
A Redl le envían a una guarnición en la frontera rusa. La disciplina allí es laxa y Redl destaca fácilmente como un serio joven oficial. Cuando el comandante de distrito decide retirarse, recomiendan a Redl para el puesto. Como oficial al mando, demuestra ser muy exigente y trabaja duro para revitalizar la disciplina de su equipo. Esto no les sienta bien a los oficiales subalternos, incluido Kristof, especialmente porque se sienten superiores a Redl por nacimiento. Cuando Redl y Kristof se pelean por los hábitos descuidados y el bajo rendimiento de Kristof, Kristof se burla de los humildes orígenes de Redl en una conversación con otros oficiales.
El coronel von Roden interviene nuevamente en nombre de Redl y lo lleva de regreso a Viena para que se desempeñe como subjefe de la rama de contraespionaje del Evidenzbureau. Es un tipo de trabajo desagradable, ya que implica espiar a los oficiales durante todo el servicio, tratando de identificar a los que participan en actividades de espionaje para los rusos. Por sugerencia de Katalin, Redl emprende un matrimonio de conveniencia sin amor para sofocar los rumores de sus inclinaciones homosexuales. Su esposa, Clarissa, sufre problemas de salud y sigue siendo una figura distante en su vida.
La devoción resuelta de Redl al deber lo lleva a la órbita del heredero de la corona, el archiduque Francisco Fernando, quien es un intrigante despiadado (cuyo objetivo final se presenta como derrocar al Emperador en un golpe de Estado). Redl participa en uno de los complots del archiduque, que consiste en preparar a un anciano oficial ucraniano para una caída dramática a fin de sacar al ejército de su complacencia. Sin embargo, el hombre muere accidentalmente a tiros durante el registro y la incautación, lo que invalida el plan. Entonces, el archiduque decide convertir a Redl en el chivo expiatorio. Redl contribuye a su propia ruina al dejarse seducir por un oficial italiano. Redl es condenado. Bajo arresto, se le entrega una pistola de servicio con la que quitarse la vida. Le corresponde a Kristof proporcionarle el arma a Redl y ordenarle que se suicide. Después de experimentar ira, vacilación y desesperación, Redl finalmente se pega un tiro. La película termina con una breve descripción del notorio asesinato del archiduque en Sarajevo y la cadena de eventos resultante que condujo a la Primera Guerra Mundial.

## Reparto
- Klaus Maria Brandauer como el coronel Alfred Redl
- Hans Christian Blech como el mayor general Von Roden
- Armin Mueller-Stahl como el archiduque Francisco Fernando
- Gudrun Landgrebe como Katalin Kubinyi
- Jan Niklas como el coronel Kristóf Kubinyi
- László Mészáros como coronel Ruzitska
- András Bálint como Capitán Dr. Gustav Sonnenschein
- László Gálffi como Alfredo Velocchio
- Dorotya Udvaros como Clarissa
- Károly Eperjes como el teniente Jaromil Schorm
- Róbert Rátonyi como Barón Ullmann
- Flóra Kádár como la hermana de Redl

## Precisión histórica
La película contiene varias imprecisiones históricas. Primero, se presenta a Redl como ruteno, mientras que en realidad su familia era de origen germano - checo. También se muestra que Redl proviene de una familia pobre y campesina, pero en verdad tenía orígenes en la pequeña burguesía pues su padre era empleado en la administración de los ferrocarriles austriacos. Además se presenta a la hermana de Redl como una campesina analfabeta, aunque en la vida real fue una maestra de escuela. Inclusive la "conspiración" del archiduque Francisco Fernando contra su tío el emperador mostrada en el filme es también enteramente ficticia.
Redl era homosexual, sin embargo, en la vida real no se vio obligado a suicidarse por este motivo. El filme no indica que en verdad Alfred Redl era un espía a sueldo del gobierno imperial ruso, que lo había chantajeado gracias a su homosexualidad; en la realidad los oficiales colegas de Redl le instaron a suicidarse solamente para "evitarse el escándalo" después de ser descubierta su actividad de espionaje.

## Premios
La película ganó el Premio BAFTA a la Mejor Película en Lengua Extranjera. Fue nominada a un Premio de la Academia a la Mejor Película en Lengua Extranjera, pero perdió ante La historia oficial Story.
Ganó el Premio del Jurado en el Festival de Cine de Cannes de 1985.